# 136 Tauri
136 Tauri è una stella bianca (A0V) appartenente alla costellazione del Toro di magnitudine +4.56, distante 423 anni luce dalla Terra.

## Osservazione
Il periodo di migliore visibilità è durante i mesi dell'inverno boreale e grazie alla sua bassa magnitudine relativa è osservabile anche a occhio nudo anche dai piccoli e medi centri urbani, dove l'inquinamento luminoso non è eccessivo.

## Caratteristiche
136 Tauri è una binaria spettroscopica le cui componenti ruotano attorno al comune centro di massa in un periodo di 5,97 giorni La luminosità totale è di 255 volte quella del Sole, mentre la principale, di classe A0 (o anche B9.5V), ha una massa che è circa il triplo di quella della nostra stella.